# Willy and the Poor Boys
Willy and the Poor Boys is het vierde studioalbum van de Amerikaanse rockband Creedence Clearwater Revival. Het album verscheen in 1969 als opvolger van Green River en het was de laatste van drie albums die de band dat jaar uitbracht. 

## Muziek
Op dit album staan zowel rock songs (o.a. Run through the jungle en It came out of the sky) als langzame blues nummers (zoals Feelin’blue en Effigy). The midnight special is een traditional. De eerste bekende opname van dit nummer dateert van mei 1925 en is uitgebracht door Dave Cutrell with McGinty’s Oklahom Cow Boy Band. Het is in 1941 uitgevoerd door Lead Belly en later o.a. door Woody Guthrie, Pete Seeger, Van Morrison en Little Richard. De song is voor dit album bewerkt door John Fogerty. De Nederlandse vertaling (Schijn 'n lichtje op mij) was een hit van de Amsterdamse band  Drukwerk. 
Cotton Fields is geschreven door Lead Belly en gaat over het harde werken op de katoenplantages in Amerika. Het nummer is later uitgevoerd door o.a. Harry Belafonte, Johnny Cash en The Beach Boys. Fortunate son gaat over de opkomstplicht ten tijde van de Vietnamoorlog en hoe rijkeluiszoontjes daar vaak aan wisten te ontsnappen. Er staan twee instrumentale nummers op dit album, Poorboy shuffle (mondharmonicasolo) en Side o’ the road (gitaarsolo).

## Tracks

### kant één
1. "Down on the Corner" - (John Fogerty) - 2:46
2. "It Came Out of the Sky" – (John Fogerty) - 2:53
3. "Cotton Fields" – (Lead Belly)- 2:56
4. "Poorboy Shuffle" – (John Fogerty)  - 2:25
5. "Feelin' Blue" – John Fogerty  - 5:06

### kant twee
1. "Fortunate Son" – John Fogerty - 2:19
2. "Don't Look Now (It Ain't You or Me)" – John Fogerty - 2:11
3. "The Midnight Special" – John Fogerty - 4:13
4. "Side o' the Road" – John Fogerty - 3:24
5. "Effigy" – John Fogerty - 6:26

## Muzikanten
- John Fogerty - leadgitaar, piano, saxofoon, mondharmonica, zang, producer, arrangeur
- Tom Fogerty - slaggitaar
- Stu Cook - basgitaar
- Doug Clifford - drums

## Album
Het album Willy and the poor boys is opgenomen in 1969 in de Wally Heider Studios in San Francisco, Californië. Het is geproduceerd door John Fogerty. De plaat is in 1969 verschenen op vinyl (LP) en cassette. Vanaf 1986 is het album ook verschenen op Compact Disc. In 2008 is een nieuwe versie van het album verschenen, vanwege het 40-jarig jubileum van de originele plaat.  Op dat album staan ook drie bonustracks:
1. Fortunate son (live in Manchester, 1 september 1971)
2. It came out of the sky (live in Berlijn, 16 september 1971)
3. Down on the corner (met Booker T. & the MG's, live in de Fantasy studio’s, 1970).

De herziene versie van het album is geproduceerd door Chris Clough en ge-remasterd door George Horn. 
Op de hoes van dit album staat de band met oude/akoestische instrumenten. John Fogerty speelt op een mondharmonica, Tom Fogerty op een akoestische gitaar, Stu Cook op een (zelf gemaakte) contrabas met metalen teil en Dough Clifford op een wasbord. Op de achterkant van het album lopen de vier muzikanten met hun instrument in de hand. De foto’s op de voor- en achterzijde zijn gemaakt door Basul Parik. Het ontwerp is van Geoff Gans en artdirector is Larissa Collins. 
Er is een single uitgebracht van dit album, met een dubbele A-kant: Down on the corner/Fortunate son. 
De titel Willy and the Poor Boys is afkomstig van een regel uit het eerste nummer van het album, Down on the Corner.
Rolling Stones-drummer Charlie Watts bracht in 1985 een album uit met zijn gelegenheidsformatie Willy and the Poor Boys. Andere bandleden waren onder meer Bill Wyman, Ringo Starr, Chris Rea, Andy Fairweather Low en Ron Wood. 

## Ontvangsten
Het album Willy and the poor boys behaalde # 8 in de Amerikaanse albumlijst Billboard 200. In het Verenigd Koninkrijk kwam dit album op # 10 en in de Nederlandse Album Top 100 of een van diens voorgangers op # 3. De single Down on the corner/Fortunate son haalde in de Verenigde Staten # 3, in Engeland # 31 en in de Nederlandse Top 40  # 10. 
Het album kreeg vijf sterren van de site AllMusic.  Dat is het maximum aantal. Recensent Stephen Tomas Erlewine noemde dit album One of the greatest pure rock & roll records ever cut. Willy and the Poor Boys staat op nummer 392 in Rolling Stone magazine's lijst met de 500 beste albums aller tijden. In de Radio 2 Top 2000 stond in 2017 Fortunate son op # 264 en Down on the corner op # 1542.